# Chilomastix mesnili
Chilomastix mesnili – gatunek wiciowca, występującego w dwóch formach:
- Trofozoit – długość 6–20 μm, szerokość 3–10 μm. Tylny biegun charakterystycznie wydłużony. Okrągłe jądro komórkowe zlokalizowane jest bliżej przedniego bieguna, kariosom znajduje się w jego centrum, zaś chromatyna skupiona jest dookoła. Przed jądrem znajduje się 6 kinetosomów, z których wychodzą 4 wici, z czego: 3 (z 3 kinetosomów) są wolne i biegną ku przodowi, zaś 1 (z 2 kinetosomów) jest skierowana ku tyłowi (w stronę otworu gębowego). Oprócz wici, z 1 kinetosomu wychodzą również 2 włókna brzeżne otaczające szeroki i głęboki otwór gębowy położony obok jądra komórkowego. W cytoplazmie znajduje się wiele wodniczek pokarmowych.
- Cysta – długość 7–10 μm, szerokość 4,5–6 μm, niesymetrycznie owalna, z charakterystycznie uwypuklonym jednym z biegunów (gruszkowata lub cytrynowata). Kształt nadaje jej cienka otoczka. Pojedyncze lub podwójne jądro komórkowe (identyczna struktura jak w trofozoicie). Ma również zawiązek otworu gębowego oraz wici.

## Ekologia
Gatunek kosmopolityczny. Występuje we wszystkich krajach świata.

## Chorobotwórczość
Jego postacią inwazyjną jest najczęściej cysta, choć czasami może być nią także trofozoit. Wrota zakażenia stanowi jama ustna. Pasożyt rozprzestrzenia się drogą pokarmową, chociaż możliwe jest również zarażenie od innej osoby zakażonej. Jego chorobowość (prewalencja) w Polsce wynosi ~5%.
Cysty występują w świetle końcowego odcinka jelita cienkiego lub początku jelita grubego. Czasami mogą także przylegać do nich swoim tylnym biegunem. Gatunek ten rozmnaża się bezpłciowo poprzez uwalnianie z cysty 2 trofozoitów.